# Gertrud Thisted Højlund
Gertrud Thisted Højlund (født 17. januar 1981 i Ry) er en dansk journalist, datter af forfatter og debattør Niels Højlund og uddannet journalist fra Syddansk Universitet i 2007. Bor på Nørrebro i København. 
Hun har blandt andet været klummeskribent på Urban og været vært på Alle tiders Morgen på TV 2 Radio, ligesom hun har været tilknyttet P1 som radioklumme-skribent. Hun har desuden været journalist på Go' Morgen Danmark, hvor hun også i en kort periode arbejdede som vært. Tidligere vært på det nu lukkede Weekendtillægget på Radio24syv.  
Fra august 2016 har hun været nyhedsvært på TV2 News. I forbindelse med folketingsvalget 2019, genopstår det populære debatprogram Højlunds Forsamlingshus fra TV 2s første år og her skal hun være vært. Det blev i sin originale form bestyret af hendes far Niels Højlund.   
Gertrud Højlund har desuden været højskolelærer og holder foredrag om Grundtvig.